# Świbie
Świbie est un village de Pologne situé dans la voïvodie de Silésie.